# Pentanodes dietzii
Pentanodes dietzii är en skalbaggsart som beskrevs av Schaeffer 1904. Pentanodes dietzii ingår i släktet Pentanodes och familjen långhorningar. Inga underarter finns listade i Catalogue of Life.